# Réseau de spin
 (mars 2017).
Si vous disposez d'ouvrages ou d'articles de référence ou si vous connaissez des sites web de qualité traitant du thème abordé ici, merci de compléter l'article en donnant les références utiles à sa vérifiabilité et en les liant à la section « Notes et références ».

Réseau de spin simple du type utilisé en gravitation quantique à boucles

En physique, un réseau de spin est un type de diagramme qui peut être utilisé pour représenter les états et interactions entre particules et champs en mécanique quantique. D'un point de vue mathématique, les diagrammes permettent de représenter de manière concise des fonctions multilinéaires et des fonctions entre représentations de groupe matriciel. La notation en diagramme simplifie souvent les calculs car de simples diagrammes permettent de représenter des fonctions compliquées. Roger Penrose est crédité de l'invention des réseaux de spin en 1971, mais des techniques de diagrammes similaires existaient antérieurement [réf. souhaitée].
Les réseaux de spin ont été appliqués à la théorie de la gravitation quantique par Carlo Rovelli, Lee Smolin, Jorge Pullin, Rodolfo Gambini et d'autres. Ils peuvent également être utilisés pour construire une fonctionnelle  particulière sur l'espace des connexions qui est invariante par les transformations de jauge locales. [réf. souhaitée]